# Timon Rüegg
Timon Rüegg, né le 24 janvier 1996 à Zurich, est un coureur cycliste suisse, spécialiste du cyclo-cross. Il est membre de l'équipe Cross Team Legendre pendant plusieurs saisons.

## Palmarès en cyclo-cross
- 2012-2013
  - 2e du championnat de Suisse de cyclo-cross juniors
- 2013-2014
  - 2e du championnat de Suisse de cyclo-cross juniors
- 2014-2015
  - 3e du championnat de Suisse de cyclo-cross espoirs
- 2015-2016
  -  Champion de Suisse de cyclo-cross espoirs
- 2016-2017
  - 3e du championnat de Suisse de cyclo-cross espoirs
- 2017-2018
  -  Champion de Suisse de cyclo-cross espoirs
- 2018-2019
  -  Champion de Suisse de cyclo-cross
- 2019-2020
  - 2e du championnat de Suisse de cyclo-cross
- 2020-2021
  - 2e de l'EKZ CrossTour
  - 3e du championnat de Suisse de cyclo-cross
- 2021-2022
  - CX Täby Park, Täby
  - Stockholm cyclocross, Stockholm
  - Coupe de France #5, Bagnoles-de-l'Orne
  - Cyclocross Meilen, Meilen
  - 2e de la Coupe de France
  - 3e du championnat de Suisse de cyclo-cross
- 2022-2023
  -  Champion de Suisse de cyclo-cross
  - 10e du championnat d'Europe de cyclo-cross
- 2023-2024
  -  Champion de Suisse de cyclo-cross
  - Classement général de la Swiss Cyclocross Cup
    - Swiss Cyclocross Cup #3, Schneisingen
    - Swiss Cyclocross Cup #4, Hittnau

  - International Cyclo Cross Bad Salzdetfurth #1, Bad Salzdetfurth
  - International Cyclocross Increa Brugherio, Brugherio